# SGHA
De Start Gemeenschap HZ&PC en Avena, beter bekend als SGHA, is een waterpolovereniging uit Heerenveen en Joure.
De vereniging telt ongeveer 200 leden en richt zich volledig op het spelen van waterpolo in diverse competities. 

## Geschiedenis
De Heerenveense Zwem- en Poloclub (HZ&PC) werd op 4 juni 1931 opgericht. Directe aanleiding om een zwemvereniging op te richten was de opening van het tweede (onverwarmde buiten-) zwembad van Heerenveen, een in die tijd zeer modern zwembad gelegen op de grens tussen de dorpen Heerenveen en Oranjewoud.
Avena is opgericht op 6 mei 1967. De naam Avéna is Latijn voor 'haver'. Zwem- en poloclub Avéna is de enige zwemvereniging van de gemeente Joure en telt op dit moment ongeveer 200 leden en bestaat uit vier verschillende afdelingen. De vereniging maakt gebruik van subtropisch zwembad ”Swimmfun” in Joure.

## Startgemeenschap
Beide verenigingen hadden een eigen waterpolo-afdeling die elk tot aan het eind van de vorige eeuw een rustig, voortkabbelend bestaan leiden. Ambitie was er wel, maar kwam niet voldoende uit de verf. Pas toen beide verenigingen hadden besloten om hun krachten te bundelen in een startgemeenschap kreeg het waterpolo in Heerenveen en Joure een nieuwe impuls. De samenwerking had aanvankelijk alleen betrekking op het dameswaterpolo, maar vanaf 2004 is de samenwerking uitgebreid tot alle teams (dus zowel dames en heren als jeugd). Er is nu sprake van  een volledige Start Gemeenschap (beter bekend als SGHA). De samenwerking tussen beide verenigingen in de vorm van SGHA  zorgde ervoor dat het aantal waterpoloënde leden steeg. Daardoor konden er meer teams voor de verschillende competities worden ingeschreven. Met deze toename werd er een stabiele basis gelegd voor de toekomst. Een uitgekiend jeugdplan zorgde voorts voor voldoende aanwas vanuit de jeugd (iets wat bij het waterpolo de laatste twintig jaar een groot probleem was).

## Meer ambitie
Met de startgemeenschap ging ook het ambitieniveau omhoog.  Al in 2007 wordt het besluit genomen om het ambitieniveau van het waterpolo dusdanig op te schroeven dat de twee selectieteams aansluiting kunnen vinden op nationaal niveau. Heerenveen moet uitgroeien tot het waterpolobolwerk van Friesland. Daartoe zijn in 2014 nog verdere stappen gezet met het aantrekken van Jan Mensink als adviseur. Beide selecties hebben daarna met wisselend succes in de 1e divisie en 2 divisie gespeeld.

## Hoofdtrainers
Herenselectie: Hendrik Jan Nijdam (2018 - heden)
Damesselectie: Hylke de Haan (2022 - heden)